# Festuca lahonderei
Festuca lahonderei är en gräsart som beskrevs av Michel François-Jacques Kerguélen och François Plonka. Festuca lahonderei ingår i släktet svinglar, och familjen gräs.
Artens utbredningsområde är Frankrike. Inga underarter finns listade i Catalogue of Life.